# Eroe del lavoro (Vietnam)
Il titolo di eroe del lavoro è un titolo onorifico del Vietnam.

## Storia
L'onorificenza è stata istituita nel 1970.

## Assegnazione
L'onorificenza è agli individui che hanno registrato risultati particolarmente eccezionali nel lavoro e nella creazione dell'obiettivo di un popolo prospero, un paese forte e una società equa, democratica e civile, che sono fedeli alla Repubblica socialista del Vietnam e che possiedono le virtù e le qualità rivoluzionarie.

## Insegne
- Il  nastro è completamente rosso.